# Postal 4: No Regerts
Postal 4: No Regerts – komputerowa gra akcji opracowana i opublikowana przez studio Running with Scissors. Została wydana 20 kwietnia 2022 roku na Microsoft Windows. Gra spotkała się z negatywnym przyjęciem, a wielu recenzentów krytykowało jej wydajność, słabą rozgrywkę i przestarzały humor.

## Rozgrywka
Gracz steruje postacią „Kolesia”, który porusza się po fikcyjnym mieście Edensin w Stanach Zjednoczonych. Bohater wykonuje serię zadań, które dostaje każdego dnia. Postać może chodzić po mieście, przyjmować zadania poboczne od napotkanych osób oraz kupować amunicję.

## Odbiór
Według agregatora recenzji Metacritic, Postal 4: No Regerts otrzymał w większości nieprzychylne recenzje. Wielu recenzentów krytykowało nieciekawą rozgrywkę, częste błędy i problemy z wydajnością oraz źle napisane i przestarzałe dowcipy.
Fabuła i scenariusz były często krytykowane przez publikacje branżowe. Recenzent z serwisu Hardcore Gamer, Chris Shive, stwierdził, że gra zbyt bezpiecznie podchodzi do humoru przypominając parodię tego, co było gorącym tematem w 2003 roku, ale ostatecznie nadal ucieszy fanów serii. Przeciwnie, Travis Northup z IGN opisał dowcipy z gry jako słabo napisane i opierające się tylko na wartości szokowej. Northrup stwierdził, że czuł, że w przeciwieństwie do marek takich jak South Park i Grand Theft Auto V, prowokacyjny humor nie był poparty inteligentnymi dialogami, co doprowadziło do powstania gry w takim stanie. Dalej w swojej recenzji, opisał Postal 4 jako mającą subtelność rozwścieczonej małpy rzucającej swoje łajno.
Rozgrywka została również mocno skrytykowana przez wielu recenzentów. Wakeling odniósł się do sztucznej inteligencji przeciwników, opisując ich jako głupich i mało realistycznych, a ogólną rozgrywkę jako monotonną robotę. Northup określił korzystanie z broni jako straszne i zauważył, że nie ma powodu, by w ogóle myśleć podczas walki, ponieważ po śmierci gracz pojawia się natychmiast w miejscu, w którym zginął. Chris Jarrard w swojej recenzji dla Shacknews skrytykował zachowanie postaci NPC w grze, mówiąc, że po prostu włóczą się po mieście, bez konkretnego celu. Shive był bardziej pozytywny, opisując mechanikę jako zepsutą i przeciętną.
Część recenzentów często doświadczała błędów i słabej wydajności podczas rozgrywki, co czasami utrudniało ich postępy. Jarrard przyznał, że był świadkiem wielu poważnych problemów technicznych i opisał grę jako „festiwal zacinania”. Northrup stwierdził, że podczas grania widział postacie przechodzące przez obiekty i zauważył znikanie ważnych przedmiotów, dopóki nie wczytał pliku zapisu. Wakeling nazwał grę „podziurawioną, z wieloma problemami technicznymi” do tego stopnia, że nie był w stanie zobaczyć jednego dostępnego zakończenia. Podkreślił też fakt że Postal 4 zawiera wiele błędów obecnych od okresu wczesnego dostępu.